# Кулуново
Кулу́ново (тат. Колын) — деревня в Актанышском районе Республики Татарстан, в составе Староаймановского сельского поселения.

## Этимология
Топоним произошёл от татарского слова «колын» (жеребенок).

## География
Деревня находится в верховье реки Базяна, в 54 км к юго-западу от районного центра — села Актаныш.

## История
До 1860-х годов жители относились к сословиям башкир-вотчинников (булярцев Мушугинской тюбы).
В 1816 году были учтены 66 башкир, 35 душ тептярей мужского пола; в 1859 году — 382 башкира, 130 душ тептярей мужского пола; в 1902 году — 485 душ башкир-вотчинников и припущенников военного звания. Тептяри проживали «на башкирских землях по припуску».

## Население
| 1795 | 1859 | 1870 | 1884 | 1897 | 1906 | 1913 | 1920 | 1926 | 1938 | 1949 | 1958 | 1970 | 1979 | 1989 | 2002 | 2010 | 2015 |
| ---- | ---- | ---- | ---- | ---- | ---- | ---- | ---- | ---- | ---- | ---- | ---- | ---- | ---- | ---- | ---- | ---- | ---- |
| 97   | 386  | 413  | 475  | 694  | 642  | 919  | 854  | 790  | 630  | 377  | 340  | 379  | 286  | 176  | 156  | 137  | 130  |

Национальный состав села —татары.